# Ardgroom
Ardgroom is een plaats in het Ierse graafschap Cork. De plaats telde in 2002 859 inwoners.

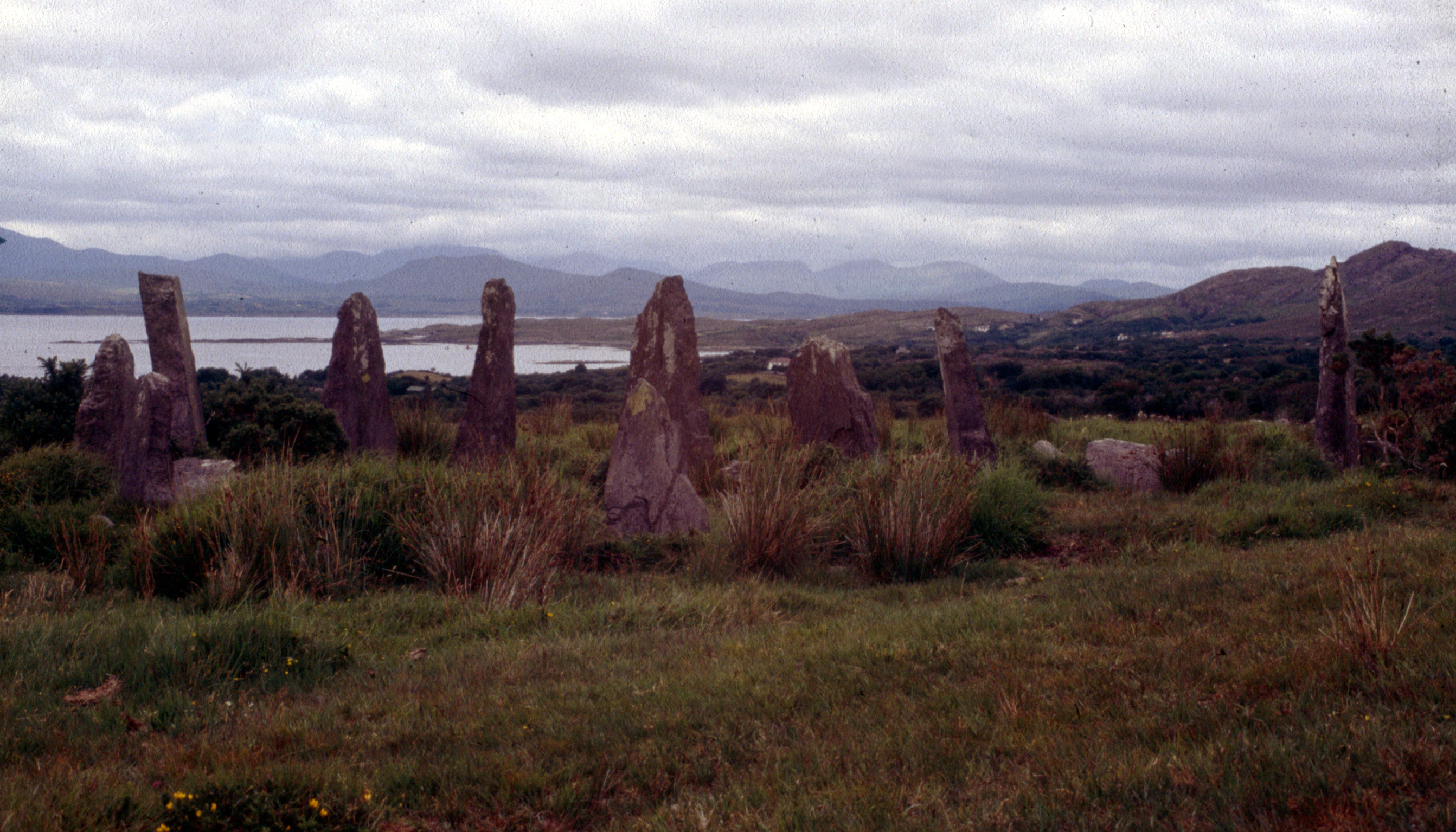
Steencirkel bij Ardgroom

Ten oosten van het dorp op de weg naar Lauragh ligt een reeks megalithische monumenten, waaronder Boulder Burials, forten, menhirs, rijen stenen en steencirkels.